# 헨리 키신저
헨리 앨프리드 키신저(영어: Henry Alfred Kissinger, 영어 발음: /ˈhɛn.ɹi ˈkɪsɪndʒər/, 1923년 5월 27일~2023년 11월 29일)는 미국의 외교관, 노벨상 수상자, 정치인이자 미국의 외교 정책, 외교의 역사와 국제 관계에 관한 책들의 저자이다. 독일 출신으로 태명은 하인츠 알프레트 키싱거(독일어: Heinz Alfred Kissinger, 독일어 발음: [haɪnts ˈʔalfʁeːt ˈkɪsɪŋɐ])이며 리처드 닉슨 행정부에서 국가안보보좌관, 이후에 국무장관을 지냈다. 워터게이트 사건의 여파로 제럴드 포드가 대통령이 된 후 후자의 직위에 지속적으로 남아있었다.

## 생애
현실정치의 제안자인 키신저는 1969년과 1977년 사이에 미국 외교 정책의 지배적인 역할을 하였다.  이 시간 동안 그는 미국과 소련 간의 긴장에 상당한 휴식으로 이끈 데탕트 정책을 개척하였고 중국의 "개방"과 새로운 전략의 반소, 중미 동맹의 형성과 함께 체결된 1972년 저우언라이 총리와 회담들에서 중대한 역할을 하였다.  그는 베트남 전쟁을 끝냈는데 자신의 노력들로 1973년 노벨 평화상의 수상자였다.
그의 외교 정책 기록은 반전 운동가와 반공주의자들 사이에 그를 적으로 만들었고, 그가 국가 정부에 봉사한 이래 세월 동안 그를 둘러싼 논쟁은 결코 후퇴가 아니었다.  그럼에 불구하고 그는 20세기의 후반에 가장 중요한 전략적 사상가로 넓게 숙고되었다. 2023년 11월 29일 노환으로 사망했다.

## 개인적 배경

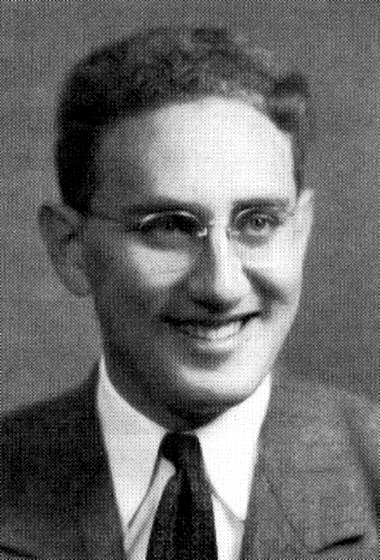
하버드 대학교 재학 시절의 키신저(1950년)

헨리 키신저는 하인츠 알프레트 키싱거(독일어: Heinz Alfred Kissinger)라는 이름으로 독일 바이에른주 퓌르트에서 유대인 부모 루이스 키싱거와 파울라 슈테른 사이에서 태어났다.  1938년 아돌프 히틀러의 유대인 박해를 달아난 그의 가족은 미국으로 이주하여 뉴욕에 정착하였다. 사우스캐롤라이나주 스파탄버그에 있는 캠프 크로프트에서 군사 훈련을 받는 동안 1943년 키신저는 미국 시민권이 주어졌다.
그는 어퍼 맨해튼의 워싱턴하이츠에 있는 고등학교 세월을 보냈으나 자신의 독일 사투리를 잃지 않았다.  키신저는 밤에 조지 워싱턴 고등학교를 다니고 낮에는 아르바이트를 하였다.  1943년 뉴욕 시티 칼리지에 수학한 동안 그는 미국 육군으로 징병되어 사우스캐롤라이나주에 있는 클렘슨 칼리지에서 훈련을 받고 대적 첩보 활동 970 연대를 위한 독일어 통역관이 되었다.  키신저는 전쟁 직후의 독일에서 전직 게슈타포들을 찾아 체포하는 데 자신의 능력으로 전설적이었다.
1950년 키신저는 자신이 윌리엄 얜덜 엘리엇 아래 수학한 하버드 대학교에서 문학사 학위를 받았다.  그는 1952년과 1954년에 각각 석사와 박사 학위를 받았다.  그의 박사 논문은 〈복원된 세계:메테르니히, 로버트 스튜어트와 평화의 문제들 1812~22〉라는 제목이 붙었다.  키신저는 국제 관계론의 근대 현실주의 학교를 창립한 한스 J. 모건소의 2명의 주요 제자들(다른이는 케네스 W. 톰슨) 중의 하나였다.
자유주의적 공화당원이자 미국의 외교 정책애 더욱 위대한 영향력을 가지고 싶어한 키신저는 3번이나 대통령을 위하여 공화당 후보 지명(1960년, 1964년과 1968년)을 추구한 뉴욕주 지사 넬슨 록펠러에게 조언자가 되었다. 1968년 리처드 닉슨이 대통령 선거를 이긴 후, 그는 키신저에게 국가안보보좌관의 직업을 제공하였다.
자신의 첫 부인 아넬리스 플라이셔와 함께 그는 2명의 자녀 엘리자베스와 데이비드를 두었다.  그는 자신의 2번째 부인 낸시와 함께 코네티컷주 켄트에 거주하였다.  그는 컨설팅 펌 키신저 협회의 우두머리를 지냈다.

## 외교 정책
닉슨 아래 키신저는 1969년부터 1973년까지 국가안보보좌관, 그러고나서 1977년까지 국무장관을 지내면서 워터게이트 사건의 여파로 닉슨의 1974년 사임에 이어가고 제럴드 포드 대통령 아래 국무장관으로 남아있었다.
닉슨 아래 국가안보보좌관으로서 키신저는 소련과 데탕트 정책을 개척하여 두 초강대국 사이에 긴장들에서 휴식을 추구하였다.  이 전략의 일부로서 그는 소련의 공산당 서기장 레오니트 브레즈네프와 전략 무기 제한 협상과 탄도탄 요격 미사일 조약을 협상하였다.  정통적으로 미-소 데탕트의 시기는 1979년 소련의 아프가니스탄 침공까지 유지되었다.

### 중국의 개방

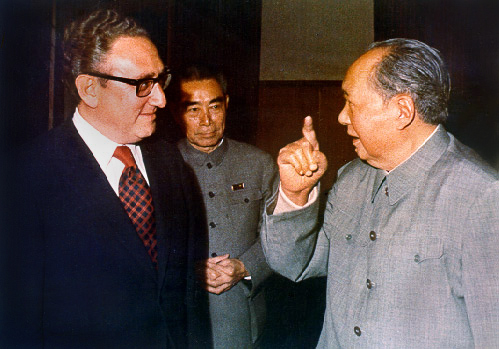
저우언라이와 마오쩌둥과 함께 키신저는 중국과 친선을 협상하였다. (1970년대)

닉슨과 키신저는 소련에 전략적 압박을 가하는 데 추구하였다.  이것을 달성하는 목적에 키신저는 당시 중국의 외교 정책에 책임이 있던 저우언라이와 회담하는 데 1971년 7월과 10월 중국으로 2개의 비밀적 여행을 이루었다.  이것은 양국 사이의 관계의 정상화는 물론 획기적인 닉슨, 저우언라이와 마오쩌둥 사이에 1972년 정상 회담을 위하여 방향을 마련하여 23년간의 외교적 고립과 상호 적대감을 끝냈다.  결과는 중-미 간의 암묵, 전략적 반소 동맹의 형성이었다.  오늘날 키신저는 가끔 중국의 지도자들에 의하여 "중국 인민의 오랜 친구"로 기억되었다.  키신저의 외교가 양국 사이에 경제 및 문화 교류와 양국의 수도에서 연락 사무소의 설립으로 이끌었던 동안 중국과 관계의 완전한 정상화는 1979년까지 일어나지 않을 것이었다.

### 베트남화와 캄보디아 폭격 캠페인
1968년 닉슨은 "명예의 평화"를 성취하고 베트남 전쟁을 끝내는 약속하는 공약으로 당선되었다.  직무에 한번 그는 베트남 공화국 육군의 전투 역할을 확장시킨 동안 베트콩 혹은 남베트남 민족 해방 전선과 베트남 인민군을 상대로 남베트남을 단독적으로 방어할 수 있을 서서히 미군들을 철수하는 데 목표를 둔 "베트남화" 정책을 시행하기 시작하였다.  동시에 닉슨의 후원과 함께 키신저는 남베트남에 습격을 시작한 베트남 인민군과 베트콩을 목표로 캄보디아에 미국의 폭격을 확장시키는 주요 역할을 하였다.  1969년~70년 폭격 캠페인은 시초적으로 비밀이었고, 그것과 1970년 미군과 남베트남군들에 의한 캄보디아 침입이 알려졌을 때 미국, 특히 대학 캠퍼스들에서 중요한 반전 시위들에 불을 붙였다.
1973년 키신저는 북베트남 외교 대표 레득토와 더불어 베트남 전쟁을 끝내고 미군 철수를 협상한 그들의 업적으로 노벨 평화상을 수상하였다.  키신저는 상을 받아들였으나 레득토는 거부하여 평화 협정은 구현되지 않았음을 주장하였다.  반전 항의들로부터 혼란에 대한 두려움의 이유로 키신저는 상을 직접 수령하지 않았다.  그보다 상은 노르웨이 주재 미국 대사 토머스 R. 번에 의하여 그를 대표하여 받아들여졌다. 1975년 북베트남의 승리(사이공 함락)까지 전쟁은 베트남에서 지속되었다.

### 1973년 욤키푸르 전쟁

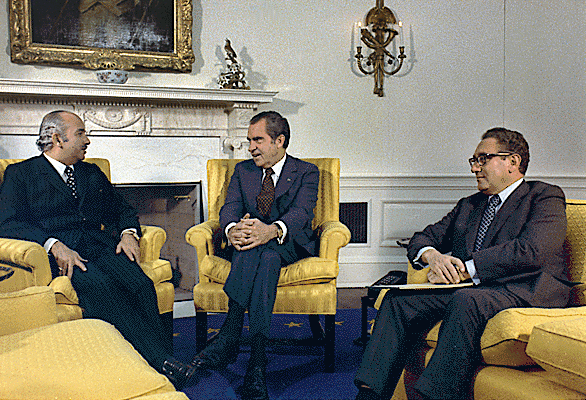
욤키푸르 전쟁을 끝낸지 약 1주 후에 리처드 닉슨 대통령과 이집트의 이스마일 파흐미 외무장관과 회담에서(1973년 10월 31일)

키신저는 자신의 2002년 저서 〈위기〉에서 1973년 욤키푸르 전쟁이 일어난 동안 자신의 활동들에 관한 길고 극적인 전화 녹취록을 출판하였다.  1973년  그는 시리아와 이집트의 군대에 의하여 이스라엘에 놀라운 공격에 의하여 시작된 욤키푸르 전쟁을 끝내는데 협상하였다.  그 공격과 이스라엘이 입은 손실에 답으로 처음에 꺼려했던 키신저의 후원과 함께 미국의 군사는 역사상 가장 큰 군사 공수를 실시하였다.  미국에 의하여 이스라엘을 위한 실질적인 지지의 극적이고 강력한 표명은 아마도 군사적 패배로부터 이스라엘을 구했고, 1974년 3월 해제된 미국에 석유 금수 조치를 설립하는 데 석유 수출국 기구에 의한 1973년 결정에 행동도 또한 생각했다.  미국의 지원과 함께 이스라엘은 이른 싸움에서 잃었던 영토를 다시 얻었는데 골란고원으로 알려진 이전에 포획한 시리아 동부의 대지를 포함한 아랍인들로부터 새로운 영토들과 추가적으로 수에즈 운하의 서안 지구에 새로운 영토들을 얻었다.
전쟁 후에 키신저는 아랍인들에게 다시 새롭게 포획된 어떤 대지를 양도하는 데 이스라엘에 압력을 가하여 지속적인 이집트-이스라엘 평화의 첫 단계로 공헌하였다.  운동은 이집트가 전 친소련적 입장으로부터 벗어나 미국과 가까운 파트너십으로 들어오면서 1950년대 이래 쓰라렸던 미국-이집트 관계들에 온난화를 보았다.  평화는 이스라엘의 국가를 인정하고 적대감을 끝내는 데 이집트의 협정을 위한 교환에서 이스라엘이 시나이반도를 반납한 동안 1978년 미국의 지미 카터 대통령이 캠프데이비드 협정을 중재할 때 확정되었다.

## 성격과 대중의 인식

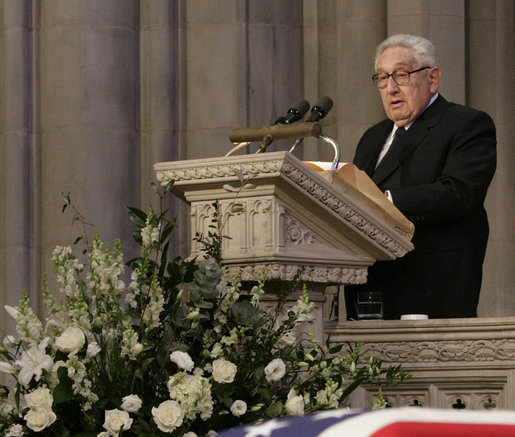
제럴드 포드의 장례식에서 추도사를 낭독하는 키신저(2007년)

닉슨 행정부의 나머지처럼 키신저는 특히 비밀적인 미국의 캄보디아 폭격이 드러난 후 반전 좌파와 극도의 비인기를 향했다.  하지만 어떤이들은 그의 지력과 외교 기술을 의심하였고 그는 어떤 미국인들이 냉소적이고 자기 잇속만 차리는 사람으로 보기 시작했던 닉슨 행정부의 더 좋아하는 일원들 중의 하나가 되었다.  키신저는 결국적으로 닉슨과 그의 많은 가까운 측근들을 망치려고 한 워터게이트 사건과 연결되지 못했고 이 일은 거대하게 키신저가 무리의 "깨끗한 남자"로 알려지게 되면서 그의 평판을 늘였다.
1976년 미국 대통령 선거에서 민주당 소속 전 조지아주 지사 지미 카터가 포드를 꺾었을 때 키신저는 직무를 떠났다.  선거 운동이 있던 동안 카터는 키신저를 비판하여 그가 미국의 외교 관계들의 전체를 "혼자서" 관리하고 있었다고 주장하였다. 1980년 카터는 로널드 레이건 공화당 후보에 의하여 꺾였다.  1980년대와 1990년대 초반에 키신저는 1981년부터 1989년까지 공화당과 레이건 행정부를 장악하러 온 보수주의자들이 닉슨의 데탕트를 소련과 현명하지 못한 적응으로 숙고했기 때문에 미국 정부에서 상대적으로 소수적인 역할을 하였다. 키신저는 지속적으로 정책 그룹들에 참가하고 정치적 조언, 연설과 글을 썼다.  그는 미국의 방송망에 외교 정책의 시사 해설자로 가끔 나타났다.
2002년 조지 W. 부시 대통령은 2001년 9·11 테러 공격의 사건들을 조사하는 데 9/11 위원회 의장을 맡는데 키신저를 임명하였다. 이 일은 비밀적으로 지내고 국민의 알아야 할 권리를 지지하지 않은 것으로 키신저를 비난한 의회적 민주당원들로부터 비판으로 이끌었다. 하지만 민주당의 지속적인 압박에 이어 키신저는 자신의 고객들과 이해 상충을 인용하였고 그해 12월 13일 의장으로서 물러났다.
2006년 워싱턴 포스트의 조사 기자 밥 우드워드는 이라크에서 전쟁에 조언을 제공하는 데 키신저가 부시 대통령과 딕 체니 부통령과 정규적으로 만났다는 것을 옹호하였다. 우두워드와 기록된 인터뷰들에서 키신저는 2005년 8월 12일 워싱턴 포스트에서 난에 "반란에 대한 승리는 의미있는 출구전략일 뿐이다."라고 자신이 쓰면서 조언이 똑같았던 것을 확인하였다.

## 개인 사업과 여러 직함
키신저는 자문 회사 키신저 조합을 소유하고 빌 클린턴 대통령에게 백악관 수석을 지냈던 마크 맥라티와 키신저-맥라티 조합에서 파트너이다. 그는 또한 걸프스트림 에어로스페이스와 시카고에서 기지를 둔 신문 단체 홀링거 인터내셔널을 포함한 각종 이사회에서 활동한다.
1998년 키신저는 자신의 고향 독일 퓌르트의 명예 시민이 되었다. 그는 축구 팀 SpVgg 그로이터 퓌르트의 평생 후원자로 지내왔고 현재 명예 회원이다.
그는 2001년부터 2005년까지 윌리엄 앤드 메리 칼리지의 총장을 지냈다.
1995년부터 2001년까지 그는 인도네시아의 파푸아주에서 중요한 채굴과 밀링 작업과 함께 다국적 구리와 금의 생산회사 프리포트 맥모란의 이사회에 참여하였다. 2000년 2월 당시 인도네시아의 대통령 압두라만 와힛은 키신저를 정치적 조언자로 임명하였다.  그는 또한 미국-아제르바이잔 상공 회의소에 명예 조언자로 지내기도 한다.

## 기타
논란이 많았던 1973년 노벨평화상 수상자 선정의 내막이 50년 만에 밝혀졌다고 영국 가디언이 2023년 1월 11일(현지시간) 보도했다. 시종일관 논란이 끊이지 않았던 당시 노벨평화상 수상자 선정의 내막은 50년 동안 기밀로 유지되다 그 기한이 끝난 올해 1월 1일 정보 공개 요청에 따라 공개됐다.
스타인 토네손 오슬로 국제평화연구소(PRIO) 연구교수는 공개된 문서를 검토한 뒤 "당시 노벨위원회가 그처럼 잘못된 결정을 내렸다는 사실에 또 한 번 놀랐다."고 말했다.
공개된 문서에 따르면 1973년 키신저와 토가 평화협정(1973년 1월 27일)에 서명한 지 이틀 뒤인 그해 1월 29일 노르웨이 역사학자로 당시 오슬로대 교수였던 욘 산네스가 두 사람을 노벨평화상 수상자로 지명했다. 산네스 교수는 노벨위원회에 보낸 편지에서 "두 사람을 평화상 후보로 선정함으로써 베트남과 미국 간 무력 충돌을 종식시킬 협상의 의미를 기릴 수 있다고 본다."고 밝혔다. 그는 또 "파리 평화협상이 실제로 어떤 결과를 가져올지는 앞으로 남은 시간에 달려 있음을 잘 알고 있다."고 덧붙였다.
토네슨 교수는 산네스 교수의 후보 지명 편지와 두 후보자에 대한 보고서에 대해, "당시 노벨위원회는 평화협정이 지켜지지 않을 것임을 충분히 인지하고 있었다."고 지적했다.
공개된 문서 가운데는 토가 하노이에서 오슬로로 보낸 전보 원문과, 사이공 함락 뒤 키신저가 평화상 반납의 뜻을 전하기 위해 미국에서 노벨위원회에 보낸 통지문도 있다.
토는 "파리 평화협정이 실현돼 남베트남에서 총격이 멈추고 평화가 실현됐을 때 노벨평화상 수상을 고려할 것"이라고 밝혔고, 키신저는 "우리가 협상을 통해 실현하려 했던 평화가 무력에 의해 무너졌다."고 말했다.
키신저는 현재 99살의 나이에도 불구하고 여전히 미국 외교정책과 국제정치 현안에 대한 자신의 견해를 표명하고 있다. 그는 이번 문서 공개와 관련한 논평 요청에 응하지 않았다고 가디언은 밝혔다.

## 저서
- 〈핵무기와 외교〉(1957년)
- 〈백악관 시절〉(1979년)
- 〈대변동의 세월〉(1982년)
- 〈부흥의 세월〉(1999년)
- 〈위기〉(2002년)
- 〈중국에 관하여〉(2011년)

## 같이 보기
- 백인회(百人會, en:Committee of 100 (United States)) - 1990년에 헨리 키신저가 설립을 돕고 조직성장에 큰 도움을 준 중국계 미국인 단체
- 미중무역전국위원회(美中貿易全國委員會, en:US-China Business Council, USCBC) - 1973년에 미국 워싱턴DC에서 설립된 친중성향의 비영리기관